# Serémange-Erzange
Serémange-Erzange település Franciaországban, Moselle megyében. Lakosainak száma 4188 fő (2022. január 1.). Serémange-Erzange Fameck, Florange és Hayange községekkel határos.

## Népesség
A település népessége az elmúlt években az alábbi módon változott:
| Lakosok száma | 4286 | 4343 | 4377 | 4273 | 4218 | 4163 | 4164 | 4174 | 4188 |
|               | 2013 | 2015 | 2016 | 2017 | 2018 | 2019 | 2020 | 2021 | 2022 |